# Shigeru Ban
Shigeru Ban (坂 茂, Ban Shigeru) (Tóquio, 5 de agosto de 1957) é um arquiteto japonês. Ele estudou na Universidade de Artes de Tóquio, e depois no Instituto de Arquitetura do Sul da Califórnia. Mais tarde ele foi para a Escola de Arquitetura da Cooper Union, onde estudou sob a orientação de John Hejduk, se formando em 1984.
Ban criou o pavilhão japonês para a Exposição Universal de 2000 em Hanôver com a colaboração do arquiteto Frei Otto e da empresa Buro Happold. Após a Exposição Universal de 2000, o pavilhão foi enviado para um centro de reciclagem.
Recebeu em 2014 o Prêmio Pritzker.

## Obras
- Igreja Católica de Takatori (1995)
- Centro Pompidou-Metz (2010), com Jean de Gastines
- Catedral Transicional de Christchurch (2013)